# Os Sete Maridos de Evelyn Hugo
Os Sete Maridos de Evelyn Hugo (em inglês: The Seven Husbands Of Evelyn Hugo) é um romance dramático histórico da romancista americana Taylor Jenkins Reid, publicado pela Atria Books em 2017. Conta a história da fictícia estrela de Hollywood, Evelyn Hugo, que, aos 79 anos, dá uma última entrevista à jornalista desconhecida Monique Grant. O romance ganhou repercurssão pelo "BookTok", que fez a autora atingir números inéditos de vendas, se tornando o terceiro livro mais vendido de 2021.
Os capítulos são estruturados conforme as entrevistas e nomeados com a identidade de cada um de seus ex-companheiros. A estrutura do romance enfatiza o poder de Evelyn ao contar sua história. O livro usa três formas principais: em primeira pessoa do ponto de vista da Monique, em primeira pessoa do ponto de vista da Evelyn e trechos de notícias.
Em 2017, foi indicado ao prêmio Goodreads Choice de Melhor Ficção Histórica. Em 2022, foi classificado nas listas dos mais vendidos na categoria ficção. De acordo com o site especializado Publish News, o título terminou o ano na 10ª posição na lista geral de livros e no 6º lugar na categoria ficção, com mais de 50 mil exemplares comercializados no Brasil. Em 2021 foi o 3º mais vendido. Em 2023, entrou na lista de best-sellers do New York Times.

## Enredo
O romance se passa na Velha Hollywood dos anos 1950 e conta a história da atriz Evelyn Hugo, uma mulher que está na cena de Hollywood desde sua estreia no cinema. Hugo vem de uma família pobre, mas se casa com o primeiro de seus muitos maridos para se mudar para Hollywood e seguir sua carreira. O romance abrange toda a vida de Hugo e gira em torno das circunstâncias que cercam cada um de seus casamentos. Hugo é uma pessoa muito reservada em relação à sua vida e opta por ficar longe da publicidade e das entrevistas em seus últimos anos. Ela planejou um leilão vendendo muitos de seus vestidos famosos que usou em suas várias estreias de filmes. Como parte do leilão, Hugo concorda em ser entrevistada por uma jornalista muito específica, Monique Grant. Grant é muito desconhecida e está apenas começando sua carreira, o que a torna uma concorrente estranha para a entrevista. Ao conhecer Hugo, Grant é informada de que ela vai ouvir todos os detalhes da vida e dos casamentos de Hugo e poderá escrever uma biografia, enquanto recebe a maior parte dos lucros. Hugo deixa uma coisa bem clara, que Grant não gostará de Hugo no final de sua história.

## Personagens

### Evelyn Hugo
Evelyn Hugo faz Elizabeth Taylor parecer sem graça. Você vai rir com ela, chorar, sofrer, e então voltar para a primeira página e fazer tudo de novo.— Heather Cocks e Jessica Morgan 
Evelyn Hugo é a protagonista do romance e o assunto das entrevistas da repórter Monique Grant. Aos 79 anos, Evelyn, uma das maiores estrelas da Velha Hollywood, convence Monique a escrever sua biografia, porém, sem revelar porque a escolheu. Esse comportamento manipulador e opaco é característico de Evelyn, que sacrificou seu nome, identidade e moral para alcançar fama e sucesso. Sendo seus sete casamentos ocorridos por uma chance maior de fama e sucesso.
O cuidado de Evelyn com as mulheres que a ajudam em casa sugere que ela tem profundo respeito pelas pessoas da classe trabalhadora devido à sua própria infância de insegurança financeira. Os desafios de ter um parceiro do mesmo sexo em meados e no final dos anos 1900, construir relacionamentos genuínos apesar da natureza predatória da mídia e lamentar muitas perdas profundas em segredo contribuem para o desenvolvimento do caráter de Evelyn. Aos 79 anos, Evelyn agora está vulnerável o suficiente não apenas para contar ao mundo toda a sua história de vida, mas para informar Monique sobre a realidade da morte do pai de Monique (o melhor amigo de Evelyn, o produtor Harry Cameron, o matou em um acidente de carro bêbado). A transformação de Evelyn também pode ser vista em sua eventual decisão de parar de atuar e se mudar para a Espanha com Celia, seu verdadeiro amor, o que só é possível depois que Evelyn percebe que amor e honestidade a tornam mais feliz do que riqueza e fama.

### Monique Grant
Monique Grant é uma repórter de baixo escalão que é a responsável por entrevistar Evelyn Hugo, embora, a princípio, ela não entenda por que Evelyn a solicitou especificamente. Ao longo dos muitos dias de entrevistas, Monique percebe que tem muito em comum com Evelyn, particularmente sua ambição, que o pai de Monique a encorajou antes de sua morte prematura, e sua atitude em relação ao divórcio, que ela descobre ser menos sobre desgosto e mais sobre a decepção de ter fracassado em seu casamento. À medida que as entrevistas progridem, Monique revela sua capacidade de exigir o que quer, tanto de Evelyn quanto de seu chefe, Frankie, e começa a admirar Evelyn por demonstrar essa mesma capacidade ao longo de sua vida. Eventualmente, Evelyn revela a Monique por que ela escolheu Monique para entrevistá-la: Evelyn foi fundamental para encobrir as circunstâncias da morte do pai de Monique. Aprender isso permite que Monique aceite a dualidade complicada que ela e Evelyn compartilham: embora esteja brava com Evelyn, ela sabe que ela pode ter feito algo moralmente duvidoso para garantir a segurança de seus entes queridos.

### Celia St. James
E, de qualquer forma, acho que, quando souberem a verdade, as pessoas vão se interessar muito mais pela minha esposa.— Os Sete Maridos de Evelyn Hugo (p. 352)
Celia St. James é uma atriz e o amor da vida de Evelyn. Celia intimida Evelyn com seu talento superior de atuação nos ensaios para "Mulherzinhas", mas eventualmente as duas formam um relacionamento mutuamente benéfico quando Celia oferece a Evelyn treinamento de atuação em troca de Evelyn fazer aparições públicas com ela. Eventualmente, Celia e Evelyn começam um relacionamento romântico que revela Celia como ingênua e idealista diante do realismo pragmático de Evelyn (Celia nasceu rica e nunca teve que lutar financeiramente, enquanto Evelyn veio do nada). O casal se separa duas vezes, ambas as decisões decorrentes da desaprovação de Celia de Evelyn priorizar a admiração pública e o sucesso em detrimento do relacionamento. Embora o casal suporte dificuldades devido à obsessão de Evelyn com sua imagem pública e os perigos de ser abertamente gay, Celia nunca abre mão de seu desejo de felicidade. Perto do fim de sua vida, Celia pede a Evelyn para se mudar para uma pequena cidade na Espanha com ela, onde elas podem viver anonimamente e estar juntas romanticamente em seus últimos anos. Pouco depois de se aposentar na Espanha, Celia morre de uma doença pulmonar.

### Os maridos

#### O pobre, Ernie Diaz
Ernie Diaz é o primeiro marido de Evelyn. Embora seu casamento com Evelyn permita que ela vá para Hollywood e comece sua carreira de atriz, ele dá pouca atenção aos interesses dela e espera que ela se comporte como uma dona de casa típica dos anos 1950. Quando Evelyn o deixa a conselho dos produtores do Sunset Studio, Ernie fica de coração partido, revelando que ele estava completamente alheio a Evelyn se aproveitando dele.

#### O maldito, Don Adler
Don Adler é o segundo marido de Evelyn. Filho de atores, Don sente uma enorme pressão para também se tornar uma grande estrela de cinema, então ele fica muito sensível quando recebe críticas ruins. Embora Evelyn o ame e considere seu relacionamento genuíno, Don começa a abusar dela fisicamente logo após o casamento. Sua tendência a bater e empurrar Evelyn surge em momentos de estresse, particularmente quando Evelyn ameaça (conscientemente ou acidentalmente) colocar em risco sua reputação ou fazê-lo parecer menos poderoso na frente de pessoas influentes. O estrelato crescente de Evelyn também intimida Don, e então ele tenta (sem sucesso) forçá-la a usar seu sobrenome, parar de atuar e começar uma família com ele. Ele continua a exercer sua influência sobre a vida de Evelyn quando os termos de seu divórcio incluem uma estipulação proibindo-a de discutir seu relacionamento com a imprensa. Don eventualmente se desculpa com Evelyn pela maneira como a tratou durante o casamento, embora leve algumas décadas para fazê-lo.

#### O insaciável, Mick Riva
Mick Riva é uma estrela pop e o terceiro marido de Evelyn. Mick torna pública sua atração por Evelyn ao expressar seu desejo de se casar com ela durante entrevistas, sugerindo que ele é um homem extremamente confiante que consegue imaginar Evelyn retribuindo seu interesse. Quando Evelyn decide fugir com Mick para chamar a atenção da mídia, ela entende que ele é um homem egocêntrico que quer sempre ter a vantagem. A preocupação de Mick com glamour e beleza física se torna ainda mais clara na noite após sua fuga com Evelyn quando, após uma noite de sexo deliberadamente sem graça da parte dela, ele imediatamente se cansa dela e sugere uma anulação.

#### O esperto, Rex North
Rex North é o quarto marido de Evelyn. As semelhanças que ele compartilha com Evelyn — ou seja, seu pragmatismo, que inclui mudar seu nome para ter sucesso como uma estrela de cinema, assim como Evelyn fez — o tornam querido para ela e estabelecem as bases para um casamento mutuamente benéfico (embora quase completamente sem amor). Sua natureza oportunista é evidente em sua decisão de se casar com Evelyn para ajudar seu filme a ter sucesso nas bilheterias. No final das contas, porém, Rex revela seu lado romântico quando informa Evelyn sobre seu romance com Joy Nathan.

#### O brilhante, generoso e sofrido, Harry Cameron
Harry Cameron é um produtor de cinema que é o primeiro e melhor amigo de Evelyn quando ela chega a Hollywood; eles eventualmente se casam e têm uma filha (Connor) juntos. Embora Harry tente ficar um pouco distante de Evelyn, não querendo que sua identidade secreta como um homem gay coloque em risco suas esperanças de sucesso, ele eventualmente cria coragem para contar a ela sobre seu relacionamento com o marido de Celia, John Braverman. Ser casado com Evelyn permite que Harry continue secretamente seu relacionamento com John (enquanto Evelyn e Celia continuam seu próprio relacionamento secreto). Mas a morte prematura de John deixa Harry de coração partido, e seu vício em álcool piora. Ainda assim, Harry é um pai dedicado, cuidando de Connor mesmo enquanto ele sofre, e ele continua comprometido com o sucesso de Evelyn. Ele fica do lado de Evelyn em quase todos os momentos, admirando seu pragmatismo e ambição — qualidades que ele compartilha com ela. Harry morre após dirigir bêbado, e seu amante (que acaba sendo o pai de Monique) também morre. No final do romance, é revelado que Evelyn tirou Harry do carro e alegou que ele morreu de um aneurisma para proteger a imagem de Harry.

#### O decepcionante, Max Girard
Max Girard é um diretor de cinema francês da Nouvelle Vague e o sexto marido de Evelyn. Depois de conhecer Evelyn, que imediatamente o cativa, ele a escala para seus filmes Boute-en-Train e Three A.M. com a condição de que ela concorde em filmar cenas de nudez. O relacionamento de Max e Evelyn se torna sexual e romântico depois que seu filme, All for Us, rende a cada um deles um Oscar. Mas embora Evelyn sinta afeição genuína por Max, ela logo percebe que ele está mais interessado nela como celebridade do que como pessoa, e ele prefere usá-la para impulsionar sua imagem pública. Isso fica ainda mais claro quando Max encontra as cartas que Celia escreveu para Evelyn e ameaça Evelyn de que ele revelará sua sexualidade para a mídia. Quando ele finalmente o faz, depois que Evelyn pede o divórcio, fica evidente pela reação da mídia rotulando-o de "amargo" que ele é menos respeitado em Hollywood do que ela.

#### O pacato, Robert Jamison
Robert Jamison é irmão de Celia e o sétimo e último marido de Evelyn. Ele concorda em se mudar para a Espanha com Celia, Evelyn e Connor. Embora Evelyn permita que ele tenha tantos envolvimentos românticos quanto quiser, ele se une a Connor e se torna uma figura paterna e mentor para ela. Ele fica devastado pela tristeza quando Celia morre, deitando-se para chorar ao lado de Evelyn em vez de tentar confortá-la. O casamento de Evelyn com Robert permite que ela herde o dinheiro e os pertences de Celia depois que ele morre.

## Criação
A autora do romance, Taylor Jenkins Reid lançou a capa do livro e um trecho do livro na Entertainment Weekly em 6 de dezembro de 2016. De acordo com Reid, Evelyn é vagamente baseada em parte nas atrizes Elizabeth Taylor, que foi casada oito vezes com sete homens diferentes, e Ava Gardner, que revelou os segredos de sua vida a um jornalista, que os publicou em Ava Gardner: The Secret Conversations. Reid também disse que Rita Hayworth foi uma influência para Evelyn. Hayworth, cujo pai era espanhol, teve um começo muito parecido com o de Evelyn e vários relacionamentos ao longo de sua carreira. Outras influências incluíram Tab Hunter Confidential: The Making of a Movie Star, uma autobiografia de Tab Hunter que descreve como era a vida da comunidade LGBTQ+ em Hollywood na época, e Scandals of Classic Hollywood, de Anne Helen Petersen.

## Edições e adaptações
Os Sete Maridos de Evelyn Hugo foi lançado em capa dura em 1 de junho de 2017 pela Atria Publishing Group. Em 13 de junho, o romance foi lançado em versão de bolso, áudio Audible e edição Kindle. Os Sete Maridos de Evelyn Hugo também foi traduzido para impressão em 23 línguas diferentes além do inglês.

### Adaptação para televisão cancelada
Em 2019, a Freeform e a Fox 21 Television Studios adquiriram os direitos de desenvolvimento. Jennifer Beals e Ilene Chaiken, que trabalharam em The L Word, iriam produzir o programa. Reid trabalharia no programa como roteirista. Em junho de 2021, Reid confirmou em uma entrevista que os direitos não eram mais propriedade da Freeform e seriam produzidos em outra plataforma. Ela disse que se sentia "muito bem com a direção que está tomando".

### Adaptação cinematográfica
Em 24 de março de 2022, foi anunciado que a Netflix adaptará o romance para um longa-metragem com Liz Tigelaar escrevendo e Margaret Chernin como produtora executiva. O filme será dirigido por Leslye Headland. Reid estará envolvida na produção como produtora. Após o anúncio, o tema ficou no topo dos assunstos mais comentados do X. Não foram dadas informações sobre elenco, produção, ou estreia.

## Recepção
| Críticas profissionais | Críticas profissionais |
| Avaliações da crítica  | Avaliações da crítica  |
| Fonte                  | Avaliação              |
| ---------------------- | ---------------------- |
| Goodreads              | 4,4/5                  |
| Amazon                 | 4,6                    |
| Common Sense Media     | 4/5                    |

O romance recebeu críticas positivas. The Globe and Mail chamou de "um conto cinematográfico com raízes difíceis, altos surpreendentes e baixos repugnantes." Em 2017, foi indicado ao prêmio Goodreads Choice de Melhor Ficção Histórica. Em 2022, foi classificado nas listas dos mais vendidos na categoria ficção. De acordo com o site especializado Publish News, o título terminou o ano na 10ª posição na lista geral de livros e no 6º lugar na categoria ficção, com mais de 50 mil exemplares comercializados no Brasil. Em 2021 foi o 3º mais vendido. Em 2023, entrou na lista de best-sellers do New York Times, passando 54 semanas na lista. O romance foi finalista do prêmio livro do ano do Book of the Month em 2017.